# Abborrtjärnen (Stora Tuna socken, Dalarna, 668871-146888)
Abborrtjärnen är en sjö i Borlänge kommun i Dalarna och ingår i Dalälvens huvudavrinningsområde.